# Kelurahan Sungai Pinang
Kelurahan Sungai Pinang is een bestuurslaag in het regentschap Bungo van de provincie Jambi, Indonesië. Kelurahan Sungai Pinang telt 9134 inwoners (volkstelling 2010).